# Autostrada A12 (Polska)
Autostrada A12 – obowiązujące w latach 1986–2000 oznaczenie fragmentu poniemieckiej autostrady RAB 9: Berlin – Wrocław na odcinku Golnice – Krzyżowa – Krzywa o długości 17 km.
Obecnie między Golnicami a Krzyżową jest częścią autostrady A18 (E36), zaś dalszy przebieg do Krzywej włączono do autostrady A4 (E40).